# 歐内斯特·麥克諾登
歐内斯特·布兰德·麥克諾登（Ernest Brander Macnaghten CMG，DSO，1872年—1948年）是一位英国陆军军官，曾於1930年至1932年期間出任上海公共租界工部局總董。

## 生平
麦克诺登生于印度，他曾就讀於威灵顿公学和伍尔维奇皇家军事学院。 
1894年11月，麦克诺登成為一名英國皇家砲兵士兵。他曾在印度（1894-1896）、西非（1898-1899）、南非（1900-1902）、英屬索馬利蘭（1903-1904）、印度（1905-1909）、英国（1910-1914）和法国等地服役。第一次世界大战期間，他获頒聖米迦勒及聖喬治勳章以及傑出服務勳章。他的軍銜是上校。 

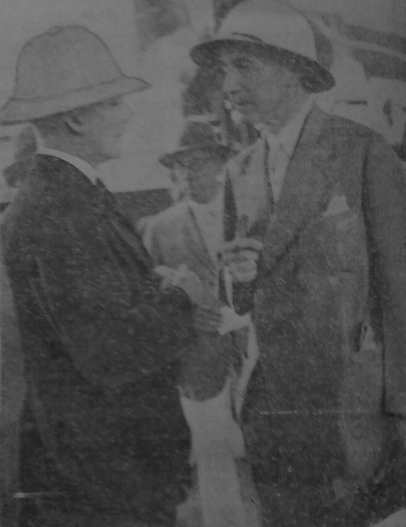
1931年，上海公共租界工部局總董麦克诺登（右）正在与理查德·费瑟姆交談

後來他前往中国上海並且加入英美烟草。1930年至1932年期間出任上海公共租界工部局總董。 

## 婚姻
1906年10月4日，麦克诺登在英格兰温莎与伊冯娜·玛丽·福雷斯特（Yvonne Marie Forrester）结婚。他们共有五个孩子。 

## 去世
麦克诺登退休後定居於伯克郡。 1948年11月21日於當地去世。 